# Ан-124-100
Ан-124-100 «Руслан» — комерційний транспортний літак створений АНТК імені Антонова на базі військово-транспортного літака Ан-124 «Руслан». 

## Розробка
Модифікація є результатом приведення військово-транспортного Ан-124 у відповідність до вимог ICAO щодо безпеки цивільних літаків, необхідних для виконання комерційних рейсів у цивільні аеропорти. Перший політ серійного Ан-124-100 випущеного ВАТ «Авіастар» стався 16 червня 1991 року, в 1992 літак було сертифіковано.

## Призначення
Літак призначений для перевезення на великі відстані важких і великогабаритних вантажів, різної спеціальної техніки. У 1992 р. ДП «АНТОНОВ» одержав сертифікат типу на літак Ан−124−100. Літак відповідає ІІІ главі Додатка 16 ICAO за шумом на місцевості, сучасним вимогам з емісії шкідливих речовин авіадвигунами, точності літаководіння, польотам в умовах скорочених інтервалів вертикального ешелонування та ін.

## Конструкція
Ан-124-100 має двопалубне компонування фюзеляжу. На верхній палубі розташовані кабіна екіпажа, кабіна змінного екіпажа й салон для супроводжуючих осіб. Нижня палуба є герметичною вантажною кабіною. Конструкція й розміри переднього і заднього вантажних люків літака, що закриваються рампами, забезпечують швидке й зручне проведення вантажно−розвантажувальних робіт. Бортовий комплекс транспортного встаткування дозволяє без допомоги наземних засобів виконувати навантаження й розвантаження. Багатостійкове шасі високої прохідності, наявність двох ДСУ й механізація навантаження забезпечують автономну експлуатацію літака на малообладнених аеродромах. Простота, надійність і безпека експлуатації літака забезпечуються резервуванням систем і їхньою комп'ютеризацією.

## Історія використання
Авіатранспортним підрозділом ДП «АНТОНОВ», відомим як авіакомпанія «Авіалінії Антонова», експлуатуються 7 літаків «Руслан».
З березня 2006 р. почалося використання літаків «Руслан» у рамках програми НАТО і ЄС SALIS (Strategic Airlift Interim Solution). У програмі задіяні літаки авіакомпанії «Авіалінії Антонова» і групи компаній «Волга−Днєпр». Ці два найбільших у світі експлуатанта літаків «Руслан» є рівноправними учасниками програми.
АР МАК видав ДП «АНТОНОВ» доповнення до Сертифікату типу на літак Ан-124-100 та його модифікації, підтверджуючий збільшення проектних ресурсу і терміну служби до 50 000 льотних годин, 10 000 польотів, 45 років.
11 липня 2025 року літак Ан-124-100 “Руслан”, серійний № 0706 (UR-82073), здійснив переліт з Києва до Лейпцигу, де на даний час базується флот авіакомпанії.

### Модифікація
ДП «АНТОНОВ» та його партнери продовжують працювати над програмою відновлення серійного виробництва модернізованого варіанта «Руслана».
17 серпня 2011 року були підписані організуючі документи на проведення чергового етапу модернізації. Перший з них — "Технічне завдання на дослідно-конструкторську роботу «Модернізована версія Ан-124-100М-150 (Ан-124-100) парку літаків ТОВ «Авіакомпанія Волга-Днєпр» з двигунами Д-18Т серії 3М». Літак Ан-124-111".
Розробляються також технічні вимоги на модернізований військово−транспортний літак Ан−124−200, а також на літак Ан−124−300 з підвищеними споживчими властивостями, які будуть запропоновані до серійного виробництва.
Запорізьким ДП «Івченко−Прогрес» (Україна) проведені роботи з підвищення надійності, газодинамічної стійкості й ресурсу двигуна Д-18Т ІІІ− Серії. Проводиться розробка більш сучасного двигуна Д-18Т IV−Серії, 3М з цифровою системою керування типу FADEC, а також нового двигуна Д-18Т серії 5.

### Комерційні перевезення
В 1993 році завдяки Ан-124-100 було здійснено перевезення рекордного за вагою вантажу, а саме електрогенераторів фірми Siemens масою 135,2 т з Дюссельдорфа (Німеччина) — до Делі (Індія). Це перевезення було занесене до Книги рекордів Гіннеса.
На початку травня 2024 року, американське аерокосмічне приватне підприємство SpaceX зафрахтувало український транспортний літак Ан-124-100 для вчасної доставки необхідних для запуску ракети-носія Falcon 9 дев'яти деталей, габаритні розміри яких не могли бути завантажені на вантажні літаки американських авіаперевізників. Повідомлялося, що SpaceX терміново були потрібні подовжувачів сопел MVac, які планувалося застосувати в майбутньому запусках ракети-носія Falcon 9 з супутниками «Starlink» (груп 6-57 і 6-58), запланованих на 7 та 12 травня 2024 року.